# ناگوچ
ناگوچ (به مجاری:  Nágocs) یک منطقهٔ مسکونی در مجارستان است که در ناحیه تاب واقع شده‌است. ناگوچ ۲۲٫۲۶ کیلومتر مربع مساحت و ۶۸۵ نفر جمعیت دارد.